# Memorial Day
Memorial Day (ang.) – amerykańskie święto państwowe obchodzone w ostatni poniedziałek maja, znane wcześniej jako Decoration Day. Upamiętnia obywateli USA, którzy zginęli w trakcie odbywania służby wojskowej. Święto to nabrało mocy prawnej, aby oddać honor żołnierzom Unii biorącym udział w amerykańskiej wojnie domowej znanej jako wojna secesyjna (jest ono obchodzone w okolicach dnia ponownego zjednoczenia po zakończeniu wojny).
Nie należy mylić Memorial Day z Veterans Day ani z Remembrance Day obchodzonymi 11 listopada w rocznicę zakończenia I wojny światowej.